# Polia helvetica
Polia helvetica är en fjärilsart som beskrevs av Karl Schawerda 1925. Polia helvetica ingår i släktet Polia och familjen nattflyn. Inga underarter finns listade i Catalogue of Life.